# Branford (Floride)
Pour les articles homonymes, voir Branford.
Branford est une ville américaine située dans le comté de Suwannee en Floride.

## Démographie
| 1890 | 1910 | 1920 | 1930 | 1940 | 1950 |
| ---- | ---- | ---- | ---- | ---- | ---- |
| 335  | 26   | 708  | 498  | 684  | 753  |

| 1960 | 1970 | 1980 | 1990 | 2000 | 2010 |
| ---- | ---- | ---- | ---- | ---- | ---- |
| 663  | 820  | 622  | 670  | 695  | 712  |

Selon le recensement de 2010, Branford compte 712 habitants. La municipalité s'étend sur 1 milles carrés (2,59 km2).